# Coppa di Francia 2020 (ciclismo)
La Coppa di Francia di ciclismo 2020, ventinovesima edizione della competizione, inizialmente costituita da 16 prove, si svolse dal 2 febbraio 2020 con il Grand Prix Cycliste la Marseillaise e si concluse l'11 ottobre con la Parigi-Tours; a seguito della pandemia di COVID-19, le prove si ridussero a 8. Fu vinta dal francese Nacer Bouhanni, mentre il miglior team fu l'AG2R La Mondiale.

## Calendario
| Corsa | Data         | Evento                                     | Vincitore                                                   | Squadra                                                     | Leader della classifica | Leader della classifica a squadre |
| ----- | ------------ | ------------------------------------------ | ----------------------------------------------------------- | ----------------------------------------------------------- | ----------------------- | --------------------------------- |
| 1     | 2 febbraio   | Grand Prix Cycliste la Marseillaise (2020) | Benoît Cosnefroy                                            | AG2R La Mondiale                                            | Benoît Cosnefroy        | AG2R La Mondiale                  |
|       | 19 marzo     | Grand Prix de Denain                       | non disputati a causa della Pandemia di COVID-19 in Francia | non disputati a causa della Pandemia di COVID-19 in Francia | Benoît Cosnefroy        | AG2R La Mondiale                  |
|       | 28 marzo     | Classic Loire Atlantique                   | non disputati a causa della Pandemia di COVID-19 in Francia | non disputati a causa della Pandemia di COVID-19 in Francia | Benoît Cosnefroy        | AG2R La Mondiale                  |
|       | 29 marzo     | Cholet-Pays de la Loire                    | non disputati a causa della Pandemia di COVID-19 in Francia | non disputati a causa della Pandemia di COVID-19 in Francia | Benoît Cosnefroy        | AG2R La Mondiale                  |
|       | 3 aprile     | Route Adélie de Vitré                      | non disputati a causa della Pandemia di COVID-19 in Francia | non disputati a causa della Pandemia di COVID-19 in Francia | Benoît Cosnefroy        | AG2R La Mondiale                  |
|       | 5 aprile     | La Roue Tourangelle                        | non disputati a causa della Pandemia di COVID-19 in Francia | non disputati a causa della Pandemia di COVID-19 in Francia | Benoît Cosnefroy        | AG2R La Mondiale                  |
|       | 18 aprile    | Tour du Finistère                          | non disputati a causa della Pandemia di COVID-19 in Francia | non disputati a causa della Pandemia di COVID-19 in Francia | Benoît Cosnefroy        | AG2R La Mondiale                  |
|       | 19 aprile    | Tro-Bro Léon                               | non disputati a causa della Pandemia di COVID-19 in Francia | non disputati a causa della Pandemia di COVID-19 in Francia | Benoît Cosnefroy        | AG2R La Mondiale                  |
|       | 16 maggio    | Grand Prix du Morbihan                     | non disputati a causa della Pandemia di COVID-19 in Francia | non disputati a causa della Pandemia di COVID-19 in Francia | Benoît Cosnefroy        | AG2R La Mondiale                  |
|       | 17 maggio    | Boucles de l'Aulne                         | non disputati a causa della Pandemia di COVID-19 in Francia | non disputati a causa della Pandemia di COVID-19 in Francia | Benoît Cosnefroy        | AG2R La Mondiale                  |
| 2     | 1º agosto    | 1ª tappa Route d'Occitanie (2020)          | Bryan Coquard                                               | B&B Hotels                                                  | Benoît Cosnefroy        | AG2R La Mondiale                  |
|       | 16 agosto    | La Poly Normande                           | non disputato a causa della Pandemia di COVID-19 in Francia | non disputato a causa della Pandemia di COVID-19 in Francia | Benoît Cosnefroy        | AG2R La Mondiale                  |
| 3     | 30 agosto    | 4ª tappa Tour du Poitou-Charentes (2020)   | Josef Černý                                                 | CCC Team                                                    | Josef Černý             | AG2R La Mondiale                  |
| 4     | 6 settembre  | Tour du Doubs (2020)                       | Loïc Vliegen                                                | Circus-Wanty Gobert                                         | Josef Černý             | AG2R La Mondiale                  |
|       | 13 settembre | Grand Prix de Fourmies                     | non disputato a causa della Pandemia di COVID-19 in Francia | non disputato a causa della Pandemia di COVID-19 in Francia | Josef Černý             | AG2R La Mondiale                  |
| 5     | 20 settembre | Grand Prix d'Isbergues (2020)              | Nacer Bouhanni                                              | Team Arkéa-Samsic                                           | Josef Černý             | AG2R La Mondiale                  |
| 6     | 22 settembre | Parigi-Camembert (2020)                    | Dorian Godon                                                | AG2R La Mondiale                                            | Nacer Bouhanni          | AG2R La Mondiale                  |
| 7     | 27 settembre | Parigi-Chauny (2020)                       | Nacer Bouhanni                                              | Team Arkéa-Samsic                                           | Nacer Bouhanni          | AG2R La Mondiale                  |
|       | 4 ottobre    | Tour de Vendée                             | non disputato a causa della Pandemia di COVID-19 in Francia | non disputato a causa della Pandemia di COVID-19 in Francia | Nacer Bouhanni          | AG2R La Mondiale                  |
| 8     | 11 ottobre   | Parigi-Tours (2020)                        | Casper Pedersen                                             | Team Sunweb                                                 | Nacer Bouhanni          | AG2R La Mondiale                  |

## Classifiche

### Individuale
| Pos. | Corridore          | Squadra       | Punti |
| ---- | ------------------ | ------------- | ----- |
| 1    | Nacer Bouhanni     | Arkéa         | 125   |
| 2    | Benoît Cosnefroy   | AG2R          | 85    |
| 3    | Josef Černý        | CCC Team      | 64    |
| 4    | Alexander Krieger  | Alpecin-Fenix | 58    |
| 5    | Valentin Madouas   | Groupama      | 55    |
| 6    | Casper Pedersen    | Sunweb        | 50    |
| 7    | Bryan Coquard      | Vital C.      | 50    |
| 8    | Dorian Godon       | AG2R          | 50    |
| 9    | Loïc Vliegen       | Circus        | 50    |
| 10   | Maurits Lammertink | Circus        | 45    |

### Giovani
| Pos. | Corridore        | Squadra  | Punti |
| ---- | ---------------- | -------- | ----- |
| 1    | Benoît Cosnefroy | AG2R     | 85    |
| 2    | Valentin Madouas | Groupama | 55    |
| 3    | Casper Pedersen  | Sunweb   | 50    |
| 4    | Dorian Godon     | AG2R     | 50    |
| 5    | Luca Mozzato     | Vital C. | 36    |

### Squadre
| Pos. | Costruttore                         | Punti |
| ---- | ----------------------------------- | ----- |
| 1    | AG2R La Mondiale                    | 72    |
| 2    | Team Arkéa-Samsic                   | 59    |
| 3    | Nippo Delko Provence                | 53    |
| 4    | Groupama-FDJ                        | 51    |
| 5    | Natura4Ever-Roubaix-Lille Métropole | 50    |